# کراسنی اوکتیابر (شهرستان ایلیشفسکی، باشقیرستان)
کراسنی اوکتیابر (انگلیسی: Krasny Oktyabr, Ilishevsky District, Republic of Bashkortostan) یک شهرک در شهرستان ایلیشفسکی استان باشقیرستان کشور روسیه است.